# عنصر دو عملکردی

## مقدمه
عنصر دو عملکردی
عنصر دو عملکردی مربوط به خصوصیات ساختمانی و عملکردی می‌شود، و بر مفاهیم دو گانه بیش از عملکردهای دو گانه تأکید می‌نماید، ولی قبل از آنکه درباره عنصر دو عملکردی بحث گردد، لازم است به ساختمان‌های چند عملکردی اشاره نمائیم، منظور از ساختمان چند عملکردی ساختمانی است که از نظر برنامه و فرم پیچیده، ولی قابل قبول به عنوان یک کل می‌باشد، مانند وحدت پیچیده (پس باید گفت؛ فرم به وجود آورنده عملکرد است).

## عنصر دو عملکردی
به ندرت در معماری مدرن مورد استفاده قرار گرفته، در عوض معماری مدرن، جدائی و تخصصی نمودن را در تمام مقیاس‌ها، مصالح و ساخت، همچنین برنامه و فضا تشویق نموده‌است.
طبیعت مصالح، از خاصیت چند عملکردی جلوگیری نموده یا بر عکس، مانع همشکل و همسطح شدن مواد گوناگون بوده‌است، برای کسی که فقط به ساخت بنا توجه دارد، همچنین برای معمارانی که پیرو معماری ارگانیکمی‌باشند، استفاده از فرم ساختی دو عملکردی، به سبب عدم قطعیت و رابطه مبهم و پیچیده بین شکل و عملکرد، شکل و ساخت، ا مکا ن پذیر نخواهد بود.
عاملی که می‌توان آنرا عنصر باقی‌مانده نامید، معادل عنصر دو عملکردی بوده و به خاطر مفاهیم دو گانه‌ای که در آن موجود است از یک عنصر غیرضروری متمایز می‌شود.
عنصر دو عملکردی می‌تواند جزئی از یک ساختمان باشد، ساختمان‌های باروک دارای تعداد زیادی آبچکان در تیرگاه هستند، پنجره‌هایی که تاقچه می‌شوند، گچ بری‌های تزئینی که درداخل خود شکل پنجره‌ها را به وجود می‌آورند، باریکه‌ها سنگی که ستون بوده و سنگ روی سرستون‌ها یی که طاق‌ها را ایجاد می‌نمایند.

## مثال
جرزهایی که بین ستون‌ها قرار می‌گیرند دو عملکردی هستند، و به همان میزان که نگهدارنده می‌باشند، فضا را جهت بخشیده و محصور می‌نمایند.
عناصر دو عملکردی موجود معماری (کان)  و (لوکوربوزیه)  در معماری امروز بسیار نادرند. در مجموعه‌های مسکونی درمارسی آفتاب شکن‌ها علاوه بر عملکرد سایه دادن به فضاهای داخلی، جزئی از ساخت بنا و در عین حال ایوان نیز به حساب می‌آیند.